# Distribució uniforme multidimensional
Les distribucions uniformes multidimensionals són una extensió a {\textstyle \mathbb {R} ^{n}} de la distribució uniforme contínua. 

Figura 1. La probabilitat del conjunt A és m(A)/m(D)

La motivació és donar models probabilístics de la idea d'elegir un punt a l'atzar en un conjunt amb probabilitat uniforme, això és, expressat informalment, que <<tots els punts tinguin la mateixa probabilitat>>. Podem veure-ho com una extensió al cas continu de la definició de Laplace de casos favorables dividit per casos possibles, però ara, atès que els casos no es poden comptar directament (n'hi ha una infinitat no numerable), el que es fa és <<mesurar>> d'alguna manera el conjunt de casos possibles i el conjunt dels casos favorables.
Així, en general, una distribució uniforme està lligada a una mesura {\displaystyle m} com la longitud, l'àrea, el volum, etc., i un conjunt {\displaystyle D} que compleixi {\displaystyle 0<m(D)<\infty }; aleshores la distribució uniforme, o probabilitat geòmetrica, sobre {\displaystyle D} ve definida per la probabilitat que un punt estigui en un subconjunt {\displaystyle A\subset D} és {\displaystyle P(A)={\frac {m(A)}{m(D)}}.}Cal notar que aquesta definició inclou tant la distribució uniforme contínua, on {\displaystyle D=[a,b],{\text{amb}}\ -\infty <a<b<\infty } i {\displaystyle m} és la longitud, com la distribució uniforme discreta, on {\displaystyle D} és un conjunt finit i {\displaystyle m(A)} és el nombre d'elements del conjunt {\displaystyle A} ({\displaystyle m} s'anomena mesura comptadora).
Veurem quatre exemples de distribucions uniformes multidimensionals: en un rectangle, en un cercle, en una circumferència i en una esfera. Els dos primers exemples són essencialment diferents dels altres dos, ja que en els primers es tracta de conjunts del pla i la mesura de referència és l'àrea; mentre que la circumferència també està el pla però té àrea 0, i llavors cal utilitzar la longitud; anàlogament, l'esfera està a {\displaystyle \mathbb {R} ^{3}} però té volum zero i s'utilitza l'àrea de superfície. També comentarem l'extensió a l'esfera a {\displaystyle n}-dimensional. El llibre de Mathai conté nombrosos exemples de distribucions uniformes en boles, símplexs, etc., així com moltes aplicacions.

## Distribucions uniformes en una regió del pla amb àrea finita i no nul.la
Començarem estudiant el cas bidimensional de forma general i després el concretarem al rectangle i al cercle. Sigui {\displaystyle D\subset \mathbb {R} ^{2}} (de fet, cal considerar un conjunt de Borel de {\displaystyle \mathbb {R} ^{2}}, vegeu el cas general més avall), amb àrea finita i no nul.la:
Aleshores s'anomena distribució uniforme sobre {\displaystyle D} a la probabilitat 
Si designem per {\displaystyle X} i {\displaystyle Y} les coordenades cartesianes del punt que elegim a l'atzar, tenim un vector aleatori bidimensional {\displaystyle (X,Y)} que es diu que té distribució uniforme sobre {\displaystyle D}, i s'escriu {\displaystyle (X,Y)\sim {\cal {U}}(D)} i compleix que per a {\displaystyle A\subset D},
Llavors, {\displaystyle (X,Y)} és absolutament continu i té densitat conjunta 
{\displaystyle f_{(X,Y)}(x,y)={\begin{cases}{\dfrac {1}{{\text{Àrea}}(D)}},&{\text{si}}(x,y)\in D,\\0,&{\text{en cas contrari.}}\end{cases}}}

### Exemple 1: Distribució uniforme en un rectangle
Sigui {\displaystyle D=[a,b]\times [c,d]} un rectangle, amb {\displaystyle -\infty <a<b<\infty } i {\displaystyle -\infty <c<d<\infty }. Aleshores la funció de densitat conjunta és
{\displaystyle f_{(X,Y)}(x,y)={\begin{cases}{\dfrac {1}{(b-a)(d-c)}},&{\text{si }}(x,y)\in (a,b)\times (c,d),\\0,&{\text{en cas contrari}}.\end{cases}}}
Les marginals de {\displaystyle X} i {\displaystyle Y} són:
{\displaystyle f_{X}(x)={\begin{cases}{\dfrac {1}{b-a}},&{\text{si }}x\in (a,b),\\0,&{\text{en cas contrari,}}\end{cases}}\qquad {\text{i}}\qquad f_{Y}(y)={\begin{cases}{\dfrac {1}{d-c}},&{\text{si }}y\in (c,d),\\0,&{\text{en cas contrari.}}\end{cases}}}
Així, {\displaystyle X} té una distribució uniforme en {\displaystyle [a,b]}, {\displaystyle X\sim {\cal {U}}(a,b)} i {\displaystyle Y} té una distribució uniforme en {\displaystyle [c,d]}, {\displaystyle Y\sim {\cal {U}}(c,d)}. A més, atès que 
tenim que {\displaystyle X} i {\displaystyle Y} són independents.

### Exemple 2: Distribució uniforme en un cercle
Sigui {\displaystyle D=\{(x,y):x^{2}+y^{2}\leq 1\}} el cercle de radi 1 centrat en l'origen i considerem un vector aleatori {\displaystyle (X,Y)} amb distribució uniforme sobre {\displaystyle D}. La funció de densitat conjunta serà
{\displaystyle f_{(X,Y)}(x,y)={\begin{cases}{\dfrac {1}{\pi }},&{\text{si }}(x,y)\in D,\\0,&{\text{en cas contrari.}}\end{cases}}}
Les funcions de densitat marginals són
{\displaystyle f_{X}(x)={\begin{cases}{\dfrac {2}{\pi }}{\sqrt {1-x^{2}}},&{\text{si }}x\in (-1,1),\\0,&{\text{en cas contrari,}}\end{cases}}\quad {\text{i}}\quad f_{Y}(y)={\begin{cases}{\dfrac {2}{\pi }}{\sqrt {1-y^{2}}},&{\text{si }}y\in (-1,1),\\0,&{\text{en cas contrari.}}\end{cases}}}
En conseqüència, ni {\displaystyle X} ni {\displaystyle Y} tenen distribució uniforme, i, a més, no són independents. La distribució de {\displaystyle X} o de {\displaystyle Y} s'anomena distribució del semicercle de Wigner.
És interessant estudiar aquesta distribució en coordenades polars, {\displaystyle (r,\varphi )}, {\displaystyle r\geq 0} i {\displaystyle \varphi \in [0,2\pi )}:
{\displaystyle \left.{\begin{aligned}x&=r\cos \varphi \\y&=r\sin \varphi \end{aligned}}\right\}}

Figura 3. Coordenades polars

Vegeu la Figura 3. Considerem el vector aleatori {\displaystyle (R,\Phi )} que dona les coordenades polars del punt {\displaystyle (X,Y)};
la seva funció de densitat conjunta és {\displaystyle f_{(R,\Phi )}(r,\varphi )={\begin{cases}{\dfrac {r}{\pi }},&{\text{si }}(r,\varphi )\in (0,1)\times (0,2\pi ),\\0,&{\text{en cas contrari.}}\end{cases}}}Les funcions de densitat de {\displaystyle R} i {\displaystyle \Phi } són:
{\displaystyle f_{R}(r)={\begin{cases}{2r},&{\text{si }}r\in (0,1),\\0,&{\text{en cas contrari.}}\end{cases}}\qquad {\text{i}}\qquad f_{\Phi }(\varphi )={\begin{cases}{\dfrac {1}{2\pi }},&{\text{si }}\varphi \in (0,2\pi ),\\0,&{\text{en cas contrari.}}\end{cases}}}
Així, {\displaystyle \Phi } té una distribució uniforme en {\displaystyle (0,2\pi )}, però {\displaystyle R} no té distribució uniforme. A més, és clar que
{\displaystyle f_{(R,\Phi )}(r,\varphi )=f_{R}(r)\,f_{\Phi }(\varphi ),}
d'on {\displaystyle R} i {\displaystyle \Phi } són independents.
Per tant, elegir un punt a l'atzar en un cercle de radi 1 d'acord amb una distribució uniforme equival a elegir de manera independent l'angle {\displaystyle \varphi \in [0,2\pi )}, i la distància {\displaystyle r\in [0,1]} del centre del cercle al punt amb densitat {\displaystyle f_{R}(r)=2r,\ r\in (0,1)}.

### Extensió a ℝn
Més generalment, a {\displaystyle \mathbb {R} ^{n}} considerem la {\displaystyle \sigma }-àlgebra de Borel {\displaystyle {\mathcal {B}}(\mathbb {R} ^{n})}i designem per {\displaystyle \ell _{n}} la mesura de Lebesgue a {\displaystyle (\mathbb {R} ^{n},{\mathcal {B}}(\mathbb {R} ^{n}))}. Sigui {\displaystyle D\in {\mathcal {B}}(\mathbb {R} ^{n})} tal que {\displaystyle 0<\ell _{n}(D)<\infty }. Aleshores la distribució uniforme sobre {\displaystyle D} és la probabilitat tal que si {\displaystyle A\in {\mathcal {B}}(D)=\{D\cap B,\ B\in {\mathcal {B}}(\mathbb {R} ^{n})={\mathcal {B}}(\mathbb {R} ^{n})\cap D},
{\displaystyle P(A)={\frac {\ell _{n}(A)}{\ell _{n}(D)}}.}
Un vector aleatori {\displaystyle n}-dimensional {\displaystyle (X_{1},\dots ,X_{n})} té distribució uniforme sobre {\displaystyle D} i s'escriu {\displaystyle ((X_{1},\dots ,X_{n})\sim {\cal {U}}(D)} si per qualsevol {\displaystyle A\in {\mathcal {B}}(D)}
{\displaystyle P((X_{1},\dots ,X_{n})\in A)={\frac {\ell _{n}(A)}{\ell _{n}(D)}}.}
En aquest cas, {\displaystyle (X_{1},\dots ,X_{n})} és absolutament continu i té densitat conjunta
{\displaystyle f_{(X_{1},\dots ,X_{n})}(x_{1},\dots ,x_{n})={\begin{cases}{\dfrac {1}{\ell _{n}(D)}},&{\text{si }}(x_{1},\dots ,x_{n})\in D,\\0,&{\text{en cas contrari.}}\end{cases}}}

## Distribució uniforme en una circumferència unitat
Considerem una circumferència {\displaystyle D} de radi 1. Elegir un punt a l'atzar o amb distribució uniforme sobre la circumferència vol dir que la probabilitat que un punt estigui en un arc de {\displaystyle {\stackrel {\frown }{AB}}} és igual a la longitud de l'arc dividit per la longitud total de la circumferència.
{\displaystyle P({\text{punt}}\in {\stackrel {\frown }{AB}})={\frac {{\text{longitud}}({\stackrel {\frown }{AB}})}{{\text{longitud}}(D)}}={\frac {{\text{longitud}}({\stackrel {\frown }{AB}})}{2\pi }}.}

### La distribució uniforme en la circumferència en coordenades polars

Figura 5. L'angle φ determina un punt sobre la circumferència unitat

Figura 6. L'arc AB de la circumferència unitat mesura φ2-φ1 radians

Pel estudiar aquesta distribució és millor començar amb les coordenades polars {\displaystyle (r,\varphi )}, però, atès que tots els punts de la circumferència unitat tenen {\displaystyle r=1}, es redueixen a l'angle {\displaystyle \varphi }, vegeu la Figura 5. La distribució uniforme sobre la circumferència es modelitza mitjançant una variable aleatòria {\displaystyle \Phi } amb distribució uniforme sobre l'interval {\displaystyle [0,2\pi )}: en efecte, l'arc {\displaystyle {\stackrel {\frown }{AB}}} quedarà determinat pels angles {\displaystyle \varphi _{1}} i {\displaystyle \varphi _{2}} que especifiquen {\displaystyle A} i {\displaystyle B} respectivament (vegeu la Figura 6), i tenint en compte que un arc d'una circumferència de radi 1 mesura en radians igual que l'angle central corresponent, tenim que
{\displaystyle P(\Phi \in {\stackrel {\frown }{AB}})={\frac {\varphi _{2}-\varphi _{1}}{2\pi }}.}

### La distribució uniforme en la circumferència en coordenades cartesianes
Sigui {\displaystyle (X,Y)} un vector aleatori amb distribució uniforme en la circumferència, això és,
{\displaystyle P((X,Y)\in {\stackrel {\frown }{AB}})={\frac {{\text{longitud}}({\stackrel {\frown }{AB}})}{2\pi }}.}
Aquest vector aleatori té les següents propietats:
1. {\displaystyle (X,Y)} no té densitat conjunta (respecte la mesura de Lebesgue al pla), ja que està concentrat en la circumferència {\displaystyle C} que té àrea 0; així, si existís una funció {\displaystyle f(x,y)} tal que per a {\displaystyle E\subset \mathbb {R} ^{2}},
{\displaystyle P((X,Y)\in E)=\iint _{E}f(x,y)\,dx\,dy,}
tindríem{\displaystyle P((X,Y)\in E)=P((X,Y)\in E\cap D)\leq P((X,Y)\in D)=\iint _{D}f(x,y)\,dx\,dy=0,}la qual cosa és absurda.
2. {\displaystyle X} i {\displaystyle Y} no són independents, ja que {\displaystyle X^{2}+Y^{2}=1}.
3. La funció de densitat de {\displaystyle X} o de {\displaystyle Y} és {\displaystyle f(x)={\begin{cases}{\dfrac {1}{\pi {\sqrt {1-x^{2}}}}},&{\text{si }}x\in (-1,1),\\0,&{\text{en cas contrari.}}\end{cases}}}que s'anomena distribució de l'arc sinus i que també és una distribució Beta de paràmetres {\displaystyle p=q=1/2} amb {\displaystyle a=-1} i {\displaystyle b=1}.
En efecte, per simetria ambdues variables tenen la mateixa distribució, ja que la longitud de un arc de la circumferència és invariant per rotacions, i per tant, podem intercanviar el paper de {\displaystyle X} i de {\displaystyle Y}. Per calcular la densitat de {\displaystyle X} es fa el canvi de variables {\displaystyle X=\cos \Theta }.

### Relació amb les variables normals
La següent propietat estudia la relació entre la distribució uniforme a la circumferència i les variables normals; és molt important i proporciona un mètode per generar distribucions uniformes.
Propietat. Siguin {\displaystyle Z_{1}} i {\displaystyle Z_{2}} dues variables aleatòries independents, ambdues amb distribució normal centrada amb variància {\displaystyle \sigma ^{2}}, {\displaystyle {\cal {N}}(0,\sigma ^{2})}. Aleshores el vector aleatori {\displaystyle {\big (}Z_{1}/{\sqrt {Z_{1}^{2}+Z_{2}^{2}}},\,Z_{2}/{\sqrt {Z_{1}^{2}+Z_{2}^{2}}}{\big )}} té una distribució uniforme a la circumferència de radi 1.

## Distribució uniforme en l'esfera unitat
Anem a estudiar la distribució uniforme en l'esfera de radi 1 que designarem per {\displaystyle D}. Tal com hem dit a la introducció, s'utilitza l'àrea de superfície, a la que ens referirem senzillament com Àrea. Com en els altres casos, elegir un punt a l'atzar o amb distribució uniforme en una esfera vol dir que la probabilitat que un punt estigui en una regió {\displaystyle A} de l'esfera és igual a l'àrea d' {\displaystyle A} dividit per l'àrea total de l'esfera, {\displaystyle P(A)={\frac {{\text{Àrea}}(A)}{4\pi }}.}

Figura 7. Coordenades esfèriques d'un punt

És convenient introduir les coordenades esfèriques, {\displaystyle (r,\theta ,\varphi )}, {\displaystyle r\geq 0}, {\displaystyle \theta \in [0,\pi )} i {\displaystyle \varphi \in [0,2\pi )}, vegeu la Figura 7,
{\displaystyle \left.{\begin{aligned}x&=r\sin \theta \cos \varphi \\y&=r\sin \theta \sin \varphi \\z&=r\cos \theta \end{aligned}}\right\}}
L'esfera en coordenades polars equival al conjunt {\displaystyle \{1\}\times [0,\pi )\times [0,2\pi )} i, per tant, podem prescindir de la coordenada {\displaystyle r}, i en tenim prou especificant {\displaystyle (\theta ,\varphi )}; aquesta és la parametrització habitual de l'esfera que es fa servir en Càlcul vectorial.
Sigui {\displaystyle (\Theta ,\Phi )} un vector aleatori que ens dona la posició d'un punt elegit a l'atzar en coordenades esfèriques, és a dir, tals que donat un conjunt {\displaystyle A} de l'esfera,
{\displaystyle P{\big (}(\Theta ,\Phi )\in A{\Big )}={\frac {1}{4\pi }}\,{\text{Àrea}}(A).}
Propietat. El vector aleatori {\displaystyle (\Theta ,\Phi )} és absolutament continu (respecte la mesura de Lebesgue a {\displaystyle \mathbb {R} ^{2}}) amb densitat conjunta.
{\displaystyle f_{(\Theta ,\Phi )}(\theta ,\varphi )={\begin{cases}{\dfrac {1}{4\pi }}\,\sin \theta ,&{\text{si }}(\theta ,\varphi )\in (0,\pi )\times (0,2\pi ),\\0,&{\text{en cas contrari.}}\end{cases}}}Les variables aleatòries {\displaystyle \Theta } i {\displaystyle \Phi } són independents i tenen densitats
{\displaystyle f_{\Theta }(\theta )={\begin{cases}{\dfrac {1}{2}}\,\sin \theta ,&{\text{si }}\theta \in (0,\pi ),\\0,&{\text{en cas contrari.}}\end{cases}}\qquad {\text{i}}\qquad f_{\Phi }(\varphi )={\begin{cases}{\dfrac {1}{2\pi }},&{\text{si }}\varphi \in (0,2\pi ),\\0,&{\text{en cas contrari.}}\end{cases}}}
Observació. Es podria pensar que elegir un punt sobre una esfera amb distribució uniforme equival a elegir de forma independent {\displaystyle \Theta } i {\displaystyle \Phi }, ambdues amb distribució uniforme. Però això no és correcte: tal com veiem, {\displaystyle \Theta } no té una distribució uniforme.
Tal com hem fet en el cas de la circumferència, anem a utilitzar coordenades cartesianes. Sigui {\displaystyle (X,Y,Z)} un vector aleatori que dona les coordenades cartesianes d'un punt elegit a l'atzar en una esfera de radi 1. Aleshores:
1. {\displaystyle (X,Y,Z)} no té densitat conjunta (respecte la mesura de Lebesgue a {\displaystyle \mathbb {R} ^{3}}), ja que està concentrat en l'esfera D que té volum zero.
2. {\displaystyle X}, {\displaystyle Y} i {\displaystyle Z} no són independents, ja que {\displaystyle X^{2}+Y^{2}+Z^{2}=1}.
3. Les variables {\displaystyle X}, {\displaystyle Y} o {\displaystyle Z} tenen distribució uniforme en [-1,1], és a dir, amb densitat {\displaystyle f(x)={\begin{cases}{\dfrac {1}{2}},&{\text{si }}x\in (-1,1),\\0,&{\text{en cas contrari.}}\end{cases}}}4. La funció de densitat conjunta de dues variables és.
{\displaystyle f(x,y)={\begin{cases}{\dfrac {1}{2\pi {\sqrt {1-x^{2}-y^{2}}}}},&{\text{si }}x^{2}+y^{2}<1,\\0,&{\text{en cas contrari.}}\end{cases}}}
La relació amb les variables normals amb també és veritat en aquest cas. Concretament, si {\displaystyle Z_{1}},{\displaystyle Z_{2}} i {\displaystyle Z_{2}} són variables aleatòries independents, totes amb distribució normal centrada amb variància {\displaystyle \sigma ^{2}}, {\displaystyle {\cal {N}}(0,\sigma ^{2})}, aleshores el vector aleatori {\displaystyle {\big (}Z_{1}/{\sqrt {Z_{1}^{2}+Z_{2}^{2}+Z_{3}^{2}}},\,Z_{2}/{\sqrt {Z_{1}^{2}+Z_{2}^{2}+Z_{3}^{2}}},Z_{3}/{\sqrt {Z_{1}^{2}+Z_{2}^{2}+Z_{3}^{2}}}\,{\big )}} té una distribució uniforme en l'esfera de radi 1.

## Distribució uniforme en una esferan-dimensional
Utilitzarem la notació habitual i designarem per {\displaystyle S^{n-1}} l'esfera a {\displaystyle \mathbb {R} ^{n}} de radi 1 amb centre l'origen:
{\displaystyle S^{n-1}=\{(x_{1},\dots ,x_{n})\in \mathbb {R} ^{n}:\ \sum _{i=1}^{n}x_{i}^{2}=1\}.}
Sigui {\displaystyle {\mathcal {B}}(S^{n-1})} la {\displaystyle \sigma }-àlgebra de Borel sobre {\displaystyle S^{n-1}}, 
{\displaystyle {\mathcal {B}}(S^{n-1})={\mathcal {B}}(\mathbb {R} ^{n})\cap S^{n-1}.}
S'anomena mesura de superfície a la mesura {\displaystyle \sigma _{n}} en {\displaystyle (S^{n-1},{\mathcal {B}}(S^{n-1}))} definida per{\displaystyle \sigma _{n}(A)=n\,\ell _{n}\,{\big (}\{t\,{\boldsymbol {x}},\,{\boldsymbol {x}}\in A,t\in [0,1]\}),\ A\in {\mathcal {B}}(S_{n-1}),\qquad \qquad (*)}on, {\displaystyle \ell _{n}} és la mesura de Lebesgue a {\displaystyle (\mathbb {R} ^{n},{\mathcal {B}}(\mathbb {R} ^{n}))} i per {\displaystyle {\boldsymbol {x}}=(x_{1},\dots ,x_{n})\in \mathbb {R} ^{n}}, {\displaystyle t\,{\boldsymbol {x}}=(tx_{1},\dots ,tx_{n}).}Aquesta mesura compleix que per a {\displaystyle f:S^{n-1}\longrightarrow \mathbb {R} } mesurable i afitada,{\displaystyle \int _{\mathbb {R} ^{n}}f({\boldsymbol {x}})\,d\ell _{n}({\boldsymbol {x}})=\int _{(0,\infty )}\int _{S^{n-1}}f(r{\boldsymbol {u}})\,d\sigma ({\boldsymbol {u}})dr.}La mesura {\displaystyle \sigma _{n}} coincideix (excepte, potser, una constant multiplicativa) amb la mesura de Haussdorf de dimensió {\displaystyle n-1} restringida a {\displaystyle S^{n-1}}.
És important remarcar que, atès que la mesura de Lebesgue {\displaystyle \ell _{n}} és invariant per rotacions també ho és {\displaystyle \sigma _{n}}.
Per {\displaystyle n=3}, {\displaystyle \sigma _{3}} és l'extensió de l'àrea de superficie a tots els borelians de l'esfera i coincideix amb aquesta per a les superfícies habituals: casquets esfèrics, triangles esfèrics, etc.
Aleshores l'espai de probabilitat corresponent a la distribució uniforme sobre {\displaystyle S^{n-1}} és {\displaystyle (S^{n-1},{\mathcal {B}}(S^{n-1}),p)} on {\displaystyle p(A)={\frac {\sigma _{n}(A)}{\sigma _{n}(S^{n-1})}}.}Recordem que {\displaystyle \sigma _{n}(S^{n-1})={\frac {2\pi ^{n/2}}{\Gamma (n/2)}}.}
Sigui {\displaystyle (X_{1},\dots ,X_{n})} un vector aleatori amb districució uniforme a {\displaystyle S^{n-1}}. Aleshores,
1. {\displaystyle (X_{1},\dots ,X_{n})} no té densitat conjunta respecte la mesura de Lebesgue a {\displaystyle \mathbb {R} ^{n}}, ja que {\displaystyle \ell _{n}(S^{n-1})=0.}
2. {\displaystyle (X_{1},\dots ,X_{n})} no són independents, ja que {\displaystyle \sum _{i=1}^{n}X_{i}^{2}=1}.
3. Donades {\displaystyle k=1,\dots ,n-1} d'aquestes variables, tenen densitat conjunta:
{\displaystyle f(x_{1},\dots ,x_{k})={\begin{cases}{\dfrac {\Gamma (n/2)}{\Gamma ((n-k)/2)\,\pi ^{k/2}}}{\big (}1-\sum _{i=1}^{k}x_{i}^{2}{\big )}^{(n-k)/2-1},&{\text{si }}\sum _{i=1}^{k}x_{i}^{2}<1,\\0,&{\text{en cas contrari.}}\end{cases}}}Finalment, també tenim la relació amb les lleis normals: Siguin {\displaystyle Z_{1},\dots ,Z_{n}} variables aleatòries independents, totes amb distribució normal centrada amb variància {\displaystyle \sigma ^{2}}, {\displaystyle {\cal {N}}(0,\sigma ^{2})}. Escrivim {\displaystyle V={\sqrt {\sum _{i=1}^{n}Z_{i}^{2}}}.}Aleshores el vector {\displaystyle {\big (}Z_{1}/V,\dots Z_{n}/V{\big )}} té distribució uniforme sobre {\displaystyle S^{n-1}}.